# Moosburg an der Isar
Moosburg an der Isar är en stad i förbundslandet Bayern i Tyskland. Folkmängden uppgår till cirka 20 000 invånare. Utmärkande för denna stad är ett äldre välbevarat centrum med gamla byggnader av typisk bayersk stil.
Vid Moosburg intog svenskarna och fransmännen under Wrangel och Turenne den 25 augusti 1648 ett av generalkvartermästaren v. d. Bosch och ingenjör v. d. Osten anordnat befäst läger mellan Isar och Ammer och kvarstannade där till den 20 september.